# 한국의 권투 선수 목록
다음은 한국의 권투 선수 목록이다.
- 유명우: WBA 라이트플라이급 복싱 2회 챔피언, 38승 1패
- 김지원 (권투 선수): 무패 세계챔피언. 무패로 은퇴한 단 15명의 세계 복싱 챔피언 중 한 명이다.
- 백현만: 1988년 올림픽에서 은메달을 딴 헤비급 복서
- 장정구: 전 라이트플라이급 복싱 챔피언
- 지인진: 2004년 WBC 페더급 챔피언
- 박종팔: IBF, WBA, 슈퍼미들급 직계 타이틀을 거머쥔 한국의 전 프로 복서
- 백인철 (권투 선수): 세계복싱협회와 리날 슈퍼미들급 챔피언십을 모두 석권한 슈퍼미들급
- 홍창수: 전 WBC 슈퍼플라이급 챔피언
- 김득구: 마지막 경기 후 사망한 선수
- 김성국 (권투 선수): 2004년 하계 올림픽에서 은메달을 획득한 선수
- 김은철 (권투 선수): 2000년 하계올림픽 동메달 획득
- 김기수 (권투 선수): 한국 최초의 세계 챔피언
- 홍수환: 리니어·WBA 밴텀급 타이틀 획득
- 염동균 (권투 선수): 전 리니어 및 WBC 주니어 페더급 챔피언
- 류환길: IBF 슈퍼페더급 초대 챔피언
- 김원일 (권투 선수): 2002 아시안게임 남자 밴텀급 금메달 획득. 결승에서 압두살롬 하사노프, 베크조드 키디로프를 꺾고 금메달을 차지했다.